# كريستابل دوبيل هيكوك
كريستابل دوبيل هيكوك (بالإنجليزية: Kristabel Doebel-Hickok)‏ (و. 1989  م) هي دراجة أمريكية.

## سجل الفوز

### سباقات أو مراحل فاز بها
| التاريخ        | السباق                                       | المركز                                                                  |
| -------------- | -------------------------------------------- | ----------------------------------------------------------------------- |
| 05 يونيو 2016  | دراجات فيلادلفيا الكلاسيكية 2016             | التاسع في التصنيف العام                                                 |
| 14 مايو 2017   | طواف أمجين كاليفورنيا للسيدات 2017           | الثاني في تصنيف الجبال، الرابع في التصنيف العام، السابع في تصنيف النقاط |
| 17 يونيو 2017  | 2017 Giro del Trentino-Alto Adige-Südtirol   | الرابع في التصنيف العام                                                 |
| 30 سبتمبر 2017 | طواف إيميليا للسيدات 2017                    | السابع في التصنيف العام                                                 |
| 13 يناير 2019  | طواف سانتوس للسيدات 2019                     | العاشر في تصنيف النقاط، الرابع في التصنيف العام، الخامس في تصنيف الجبال |
| 18 مايو 2019   | طواف أمجين كاليفورنيا - للسيدات 2019         | السابع في التصنيف العام                                                 |
| 06 يونيو 2019  | جائزة غاتينو الكبرى للدراجات 2019            | المركز الثالث                                                           |
| 02 أغسطس 2019  | 2019 Kreiz Breizh Elites Dames               | الثامن في التصنيف العام                                                 |
| 25 أغسطس 2019  | 2019 Colorado Classic                        | الخامس في التصنيف العام                                                 |
| 19 سبتمبر 2019 | تور دي آرديش للسيدات 2019                    | العاشر في تصنيف النقاط                                                  |
| 19 سبتمبر 2020 | 2020 Trophée des Grimpeuses                  | المركز الثالث                                                           |
| 09 مايو 2021   | سيتمانا فالنسيا 2021                         | الفائز في ترتيب التسلق                                                  |
| 01 مايو 2022   | طواف جيلا للسيدات 2022                       | المركز الثاني                                                           |
| 07 أغسطس 2022  | 2022 Tour Féminin International des Pyrénées | الفائز في التصنيف العام، الفائز في ترتيب التسلق، الفائز في ترتيب النقاط |

## روابط خارجية
- كريستابل دوبيل هيكوك على موقع الاتحاد الدولي للدراجات (الإنجليزية)
- كريستابل دوبيل هيكوك على موقع أرشيف الدراجات (الإنجليزية)
- كريستابل دوبيل هيكوك على موقع إحصائيات الدراجات الإحترافية (الإنجليزية)
- كريستابل دوبيل هيكوك على موقع نسبة الدراجات (الإنجليزية)